# 宁静县
寧靜縣，在西康省巴安縣西300里，南鄰鹽井縣，北界貢縣。
本名江卡，負山臨河，為川藏適中之所，縣東寧靜山有川藏分界碣石。宣統元年（1909年）改置寧靜縣，隸巴安府。寧靜縣設委員一人段鵬瑞，宣統二年為縣令，並在其轄區內設本城、支巴、春棚、福拉、石板溝五鎮，分東、南、西、北、中五路保正進行管理，各保正配保正一人辦理各項事務。其18定本全部降為村保頭人。宣統二年劃歸昌都府管轄。民國後屬川邊，民七事件後與西藏噶廈簽署絨壩岔停戰協定，由朵麦基巧管轄。十四年，劃歸西康特別區域，國民政府成立，西康改建行省，縣屬西康省政府，實際仍由西藏噶廈控制。居民多以牧畜為生，不事農業。1960年4月9日，鹽井縣併入寧靜縣。1965年11月3日，改置芒康縣。